# Trattato di Saigon (1874)
Il Trattato di Saigon fu firmato il 15 marzo 1874 dalla Terza Repubblica Francese e dalla dinastia Nguyễn del Vietnam. Il Vietnam fece concessioni economiche e territoriali alla Francia, che da parte sua rinunciò ad una precedente indennità di guerra e promise la sua protezione militare contro la Cina. Il trattato di fatto rese il Vietnam un protettorato della Francia.

## Contesto
Il trattato fu negoziato da Paul-Louis-Félix Philastre per la Francia e da Nguyễn Văn Tường per il Vietnam, che nel trattato è chiamato regno dell'Annam. In Francia il trattato è anche noto come le traité Philastre.
Nel dicembre 1873 la spedizione Garnier, una forza francese inviata in aiuto al governo vietnamita, occupò di sua iniziativa il Tonchino. Su ordine del governo francese, Philastre assunse il comando della spedizione il 3 gennaio 1874 e avviò immediatamente il ritiro dal Tonchino, completato entro la fine di febbraio. Il successo dell’operazione gli garantì una posizione di forza nei negoziati.

## Termini
I termini del trattato stabilirono la pace e l'alleanza militare tra il Vietnam e la Francia. Il Vietnam cedette alla Francia le tre province a sud e ad est del Mekong, che erano state occupate dalla Francia dal 1867 e che furono incorporate nella colonia francese della Cocincina. Il Fiume Rosso fu aperto al commercio internazionale, così come i porti di Hanoi, Haiphong e Quy Nhơn. Ai francesi fu permesso di inviare un ministro residente in ognuno di questi porti e anche a Huế, la capitale della dinastia Nguyễn. In cambio i francesi rinunciarono a quanto non era ancora stato versato dell'indennità di guerra imposta dal trattato di Saigon del 1862, che aveva messo fine alla Campagna di Cocincina. Inoltre i francesi diedero al Vietnam cinque navi con cannoni e fucili.
La Francia riconosceva "la sovranità del re di Annam e la sua completa indipendenza da qualsiasi potenza straniera" (la souveraineté du roi d'Annam et son entière independence vis-à-vis de toute puissance étrangère). La potenza straniera in questione era l'Impero Qing, di cui il Vietnam era tributario. La Francia si offrì anche di fornire assistenza militare contro qualsiasi nemico se il Vietnam lo avesse richiesto; in cambio il Vietnam avrebbe conformato la sua politica estera a quella della Francia. Complessivamente questi termini equivalevano alla rinuncia vietnamita alla sovranità cinese e all'accettazione di un protettorato francese, anche se quest'ultimo termine non fu usato. Né il Vietnam né la Cina intesero questi termini in tal senso, né la Francia cercò di approfittarne prima del 1879.

## Impatto
Il governatore della Cocincina, l'ammiraglio Marie Jules Dupré, che aveva autorizzato sia la spedizione di Garnier sia l'operazione di Philastre, chiese di essere rimpatriato e portò in Francia una copia del trattato. Il suo obiettivo principale era stato il riconoscimento dell'occupazione del 1867 effettuata dal suo predecessore, l'ammiraglio Pierre-Paul de La Grandière, e ciò era stato realizzato.
La Francia chiese al Vietnam di informare la Cina del trattato, ma nessuno dei due governi lo fece. Nel maggio 1875 l'incaricato d'affari francese a Pechino ne informò il Principe Gong, in una nota in cui chiedeva al governo cinese di fermare i banditi armati che entravano nel Tonchino dal suo territorio e di aprire un porto per il commercio lungo il Fiume Rosso nello Yunnan. All'epoca l'Esercito delle bandiere nere, un gruppo armato di cinesi, aveva il controllo dell'alto Fiume Rosso, rendendo inoperante la clausola che lo apriva al commercio. Nella sua risposta, il principe Gong, consapevole delle implicazioni del trattato, riaffermò la pretesa di sovranità della Cina sul Vietnam.